# سیریز (ویرجینیا)
سیریز (به انگلیسی: Ceres) یک منطقهٔ مسکونی در ایالات متحده آمریکا است که در شهرستان بلاند، ویرجینیا واقع شده‌است. سیریز ۷۸۷٫۰ متر بالاتر از سطح دریا واقع شده‌است.